# Уинсор Спитфайрз
«Уинсор Спитфайрз» (англ. Windsor Spitfires) — молодёжный канадский хоккейный клуб из города Уинсор, Онтарио, выступающий в Хоккейной лиге Онтарио (OHL). Команда создана в 1971 году как франшиза для Юниорской хоккейной лиги A Южного Онтарио (SOJHL), в сезоне 1975/76 была переведена в Главную юниорскую хоккейную лигу Онтарио (OMJHL). С 1946 по 1953 годы в Хоккейной ассоциации Онтарио (OHA) выступал клуб «Уинсор Спитфайрз», который никак не связан с нынешней командой, и сейчас, после нескольких переездов этой франшизы, команда называется «Эри Оттерз» и с 1996 года выступает также в OHL.

## История
Оригинальный «Уинсор Спитфайрз» играл в Хоккейной ассоциации Онтарио (OHA) с 1946 по 1953 год. В течение этого периода клуб дважды попадал в финал лиги, и в нём играли четыре будущих члена Зала хоккейной славы. В 1945 году местный юношеский хоккей был разделён на 6-командную Юниорскую хоккейную лигу Уинсора. В 1953 году интересы хоккея в Уинсоре решили сосредоточить на Старшей хоккейной лиге A OHA (OHASL), в результате чего был основан клуб «Уинсор Бульдогз». Пять бывших игроков «Спитфайрз» перешли в новый клуб, с которым один из них, Бобби Браун, выиграл Кубок Аллана в 1963 году. «Бульдоги» были расформированы в 1964 году после одного сезона в Международной хоккейной лиге (IHL).
На сегодняшний день оригинальный «Уинсор Спитфайрз», после нескольких переездов этой франшизы, называется «Эри Оттерз» и с 1996 года выступает также в Хоккейной лиге Онтарио (OHL).

### II-й уровень Junior A
Современный «Уинсор Спитфайрз» начал выступать в сезоне 1971/72 во II-м уровне Junior A в Юниорской хоккейной лиге A Южного Онтарио (SOJHL). Первую игру «Спитфайрз» проиграл со счётом 3:11 клубу «Гелф CMC’s» 1 октября 1971 года, Лори Греган забил первые две шайбы в истории команды в первом периоде, а пятнадцатилетний вратарь Ларри Верлинд сделал 37 сейвов. Первая домашняя игра и первая победа (4:2) в истории клуба произошли 7 октября 1971 года против «Четем Марунз», где будущий нхловец Эдди Мио сделал 49 сейвов. Первый сезон клуб закончил на шестом месте из восьми команд и вылетели из плей-офф в четвертьфинале, проиграв в серии тем же «Марунз».
Сезон 1973/74 «Спитфайрз» во главе с новым главным тренером и генеральным менеджером Уэйном Макснером выиграли регулярный сезон SOJHL, а Скотт Миллер стал лучшим снайпером (73 гола) и бомбардиром (125 очков). В плей-офф «Уинсор» без особых проблем в четырёх матчах прошёл в полуфинале «Детройт Джуниор Ред Уингз», а в пятиматчевом финале обыграл «Четем Марунз», выиграв Джек Оукс Мемориал Трофи.
В 1974 году «Спитфайрз» подали заявку на вступление в расширяющуюся OMJHL (позже ставшую OHL), но им было отказано из-за неприемлемости «Уинсор Арена» для проведения матчей в Главной юниорской лиге A. Их фарм-клуб «Уинсор Ройалз», играющий в Юниорской хоккейной лиге C Великих озёр (GLJHL), также подавали заявку, снова отклонённую из-за отсутствия приемлемой арены.
В сезоне 1974/75 клуб второй раз подряд выиграл регулярный сезон SOJHL, Джон Тавелла стал лучшим снайпером (54 гола) и бомбардиром (117 очков), а вратарь Флойд Сент-Кир возглавил лигу с лучшим коэффициентом надёжности. В полуфинале «Спитфайрз» снова встретились с «Детройт Джуниор Ред Уингз» и обыграли их в пяти матчах, а финале в восьмиматчевом противостоянии уступили «Гелф Плейтерс» (бывший «Гелф CMC’s»). Этот сезон стал последним для клуба в SOJHL.
В феврале 1975 года «Уинсор Спитфайрз» был принят в OMJHL в качестве франшизы расширения. Совет управляющих лиги единогласно принял команду, несмотря на то, что площадь их арены была меньше, чем стандарты Главной юниорской лиги A. В течение последующих двух лет «Спитфайрз» вложили 200 000 долларов в арену.

### Главная юниорская лига
25 сентября 1975 года хоккей Главной юниорской лиги вернулся на «Уинсор Арена» впервые за 22 года. Перед 4 335 болельщиками «Уинсор Спитфайрз» принимал «Ошава Дженералз», разгромно проигравсо счётом 1:10. Первый гол в истории команды в Главной юниорской лиге забил Ролли Хеджес. 2 октября 1975 года клуб одержал свою первую победу в лиге, обыграв дома «Садбери Вулвз» со счётом 11:10, проигрывая по ходу матча со счётом 1:7, а Боб Парент сделал 50 сейвов.
«Спитфайрз» выиграли свой первый Эммс Трофи (победитель Центрального дивизиона) в 1980 году и достигли финала лиги, где проиграли «Питерборо Питс». Эрни Годден установил рекорд OHL в сезоне 1980/81, забив 87 голов. В 1984 году Питер Карманос, основатель и генеральный директор «Compuware», купил команду и переименовал её в «Уинсор Компьюуэйр Спитфайрз».
В сезоне 1987/88 «Компьюуэйр Спитфайрз» выиграли 35 из последних 36 игр, став первой командой, которая осталась непобедимой в плей-офф OHL. В финале чемпионата «Уинсор» обыграл «Питерборо Питс», выиграв Кубок Джей Росса Робертсона и заработав право представлять лигу в Мемориальном кубке 1988 года в Шикутими, в финале которого он уступил «Медисин-Хат Тайгерс».
После того как, Карманос продал клуб местному строительному магнату Стиву Риоло после сезона 1988/89, команда вернула прежнее название и приняла свой современный логотип.

### Конфликт, возрождение, трагедия
18 октября 2005 года главный тренер команды Мо Манта получил 40-матчевое отстранение, а позже с ним был разорван контракт без выплаты заработной платы за случай дедовщины, который произошёл в автобусе после предсезонной игры против «Лондон Найтс». Ссора с участием игроков Стива Дауни и Акима Алиу, в которой последний потерял четыре зуба, привела к публичному разоблачению дедовщины в организации. Дауни был обменян в «Питерборо Питс», а Алиу — в «Садбери Вулвз».
6 апреля 2006 года Совет управляющих OHL объявил об утверждении новой группы владельцев «Уинсор Спитфайрз» в составе Боба Бугнера, Уоррена Райкела и Питера Добрича. Бугнер взял на себя роль президента, генерального директора и главного тренера, Райкел был назначен директором по развитию игроков, а Добрич — новым бизнес-менеджером.
18 февраля 2008 года капитан команды и проспект «Калгари Флэймз» Микки Рено умер в своём доме от редкой болезни сердца — гипертрофическая кардиомиопатия. Уоррен Райкел назвал смерть Рено «самой большой трагедией в истории Спитфайрз». Его номер был выведен из обращения клуба и фарм-клуба «Текумсе Чифс», в котором он играл до перехода в главную команду. Мэр Эдди Фрэнсис назвал в честь Рено дорогу, ведущую к арене «WFCU Centre». В 2009 году на Матче всех звёзд OHL в «WFCU Centre» комиссар лиги, Дэвид Бранч, объявил, что со следующего сезона будет вручаться приз «Микки Рено Кэптейнс Трофи», который получит «капитан команды, который лучше всего иллюстрирует лидерство на льду и за его пределами, а также тяжелую работу, страсть и посвящение игре в хоккей и этому сообществу» в честь Рено.

### 2008—н. в.

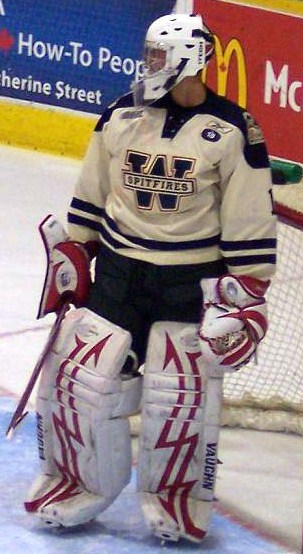
Эндрю Энгелейдж (Ноябрь 2008 года)

Сезон 2008/09 «Уинсор Спитфайрз» завершили с 57 победами, 10 проигрышами и 1 поражением по буллитам, в результате чего он стал лучшим сезоном в истории франшизы. За победу в регулярном сезоне OHL «Спитфайрз» получи свой второй Гамильтон Спектэйтор Трофи. Также в этом сезоне команда провела свои последние игры на «Уинсор Арена», переехав в середине сезона в «WFCU Centre». На новой арене «Спитфайрз» прошёл Матче всех звёзд OHL 2009 года. 12 мая вратарь команды Эндрю Энгелейдж побил рекорд OHL по количеству побед за один сезон (46). В плей-офф того сезона «Спитфайрз» дошли до финала, где в пяти матчах обыграли «Брамптон Батталион» во главе с их звёздами Коди Ходжсоном и Мэттом Дюшеном. «Уинсору» также удалось взять свой первый Мемориальный кубок, обыграв со счётом 4:1 в финале турнира «Келоуна Рокетс».
Тэйлору Холлу вручили Стэффорд Смайт Мемориал Трофи как самому ценному игроку Мемориального кубка. Холл и Райан Эллис попали в команду всех звёзд турнира. На протяжении всех игр Мемориального кубка на скамейке команды висела джерси Микки Рено, и победа в чемпионате была посвящена его память. 9 мая мэр города Эдди Фрэнсис вручил команде «Ключ от города» в честь их достижений. Также было объявлено, что дорога к новой арене команды «WFCU Centre» будет переименована в Memorial Cup Drive в честь победы.
В сезоне 2009/10 «Спитфайрз» второй раз подряд выиграли Кубок Джей Росса Робертсона, обыграв в финале «Барри Кольтс» в четырёх матчах. Тейлор Холл и Тайлер Сегин из «Плимут Уэйлерз» разделили Эдди Пауэрс Мемориал Трофи (лучший бомбардир OHL). Адам Хенрик стал самым ценным игроком плей-офф, получив Уэйн Гретцки 99 Эворд. Также в том сезоне клуб выигрывает свой второй подряд Мемориальный кубок, разгромив в финале 9:1 «Брандон Уит Кингз», а Холл снова становится MVP турнира. «Спитфайрз» отправил шесть игроков на Молодёжный чемпионат мира 2010 года: защитник Райан Эллис и форварды Тейлор Холл, Адам Хенрик и Грег Немиш сыграли за сборную Канады, серебряного призёра, защитник Кэм Фаулер стал чемпионом в составе США, а форвард Рихард Паник сыграл за Словакию.
В сезоне 2010/11 «Спитфайрз» вышли в финал конференции третий год подряд, где уступили «Оуэн-Саунд Аттак», которые в итоге выиграли чемпионат OHL.
10 августа 2012 года «Спитфайрз» были оштрафованы лигой на сумму в 400 000 долларов и потеряли пять приоритетов первого раунда драфта в 2013, 2014 и 2016 годах и вторые раунды в 2015 и 2017 годах из-за неуказанных нарушений драфта. Клуб заявил о невиновности и планах обжаловать это решение.

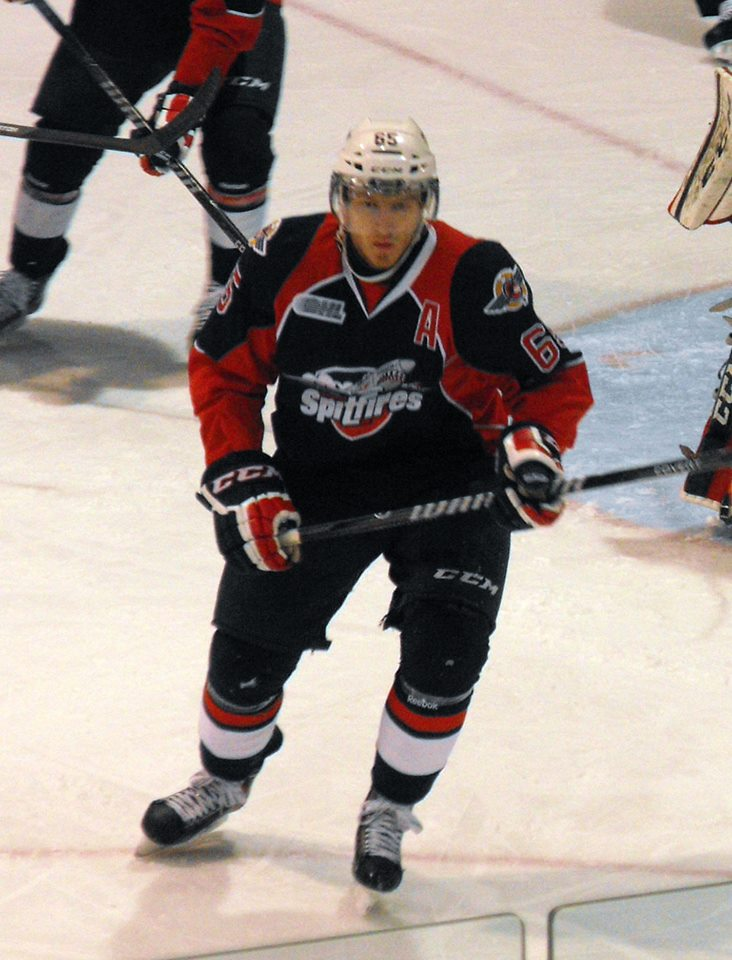
Слэйтер Кукку (Декабрь 2013 года)

29 декабря 2013 года «Спитфайрз» и «Сагино Спирит» сыграли первый в истории OHL матч на открытом воздухе. Игра была проведена на бейсбольном стадионе «Комерика-Парк» в Детройте, Мичиган. «Уинсор» выиграл 6:5. Матч установил рекорд посещаемости Канадской хоккейной лиги (CHL) в 25 749 зрителей, превзойдённой позже той же ночью «Лондон Найтс» и «Плимут Уэйлерс» на том же стадионе.
В сезоне 2016/17 «Спитфайрз» в третий раз в своей истории выиграли Мемориальный кубок.
В августе 2024 года актёр Киану Ривз заключил однодневный контракт с «Уинсор Спитфайрз» в рамках благотворительной деятельности. Хоккейный свитер Ривза и копия его контракта будут проданы на аукционе, а все вырученные средства направят Канадской ассоциации психического здоровья Виндзор-Эссекс.

## Форма и логотип
Новый логотип команды представляет из себя красно-бело-синий щит с надписью «Spitfires», на котором изображён агрессивный, стилизованный истребитель Второй мировой войны Спитфайр в облаках. В логотипе использованы основные цвета команды, а также добавлены серебряный и жёлтый в качестве вторичных цветов.
На плечах формы клуба изображён самолёт Спитфайр, окружённый золотым лавровым венком, и номер 18 в память о бывшем капитане команды Микки Рено.
«Спитфайрз» используют белые майки на выезде до Рождества и дома в новом году, и красные майки дома до Рождества и на выезде в новом году. Клуб недолгое время использовал третий комплект формы с белой, красной и зелёной цветовой гаммой и альтернативный логотип с самолётом, летящим перед мостом Амбассадор. Когда команда была известна как «Уинсор Компьюуэйр Спитфайрз», цвета команды были коричневыми и оранжевыми, с логотипом самолёта Спитфайр. В оригинальном логотипе «Спитфайрз» появился кленовый лист.

## Трофеи

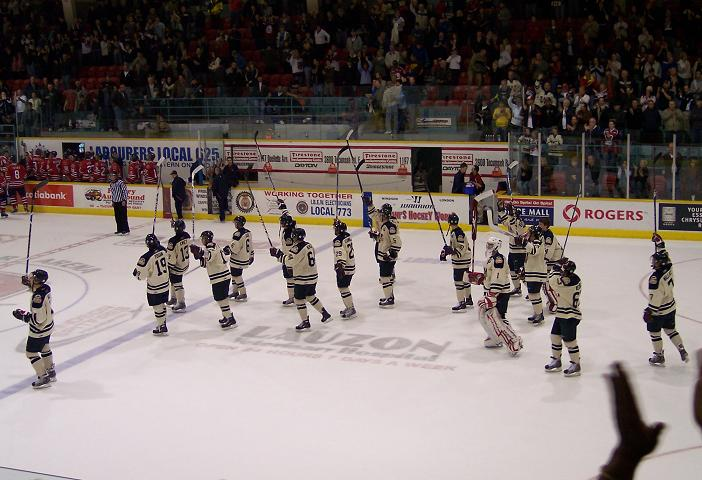
«Спитфайрз» приветствуют болельщиков в «Уинсор Арена»

| Мемориальный кубок Чемпион CHL - 1988 Финалист vs. Медисин-Хат Тайгерс - 2009 Чемпион vs. Келоуна Рокетс - 2010 Чемпион vs. Брандон Уит Кингз - 2017 Чемпион vs. Эри Оттерз Кубок Джей Росса Робертсона Чемпион OHL - 1980 Финалист vs. Питерборо Питс - 1988 Чемпион vs. Питерборо Питс - 2009 Чемпион vs. Брамптон Батталион - 2010 Чемпион vs. Барри Кольтс Победитель плей-офф дивизиона Эммс - 1980 Чемпион vs. Брантфорд Александерс - 1986 Финалист vs. Гелф Плейтерс - 1987 Финалист vs. Норт-Бей Центенниалз - 1988 Чемпион vs. Гамильтон Стилхокс Уэйн Гретцки Трофи Победитель плей-офф Западной конференции OHL - 2002 Финалист vs. Эри Оттерз - 2009 Чемпион vs. Лондон Найтс - 2010 Чемпион vs. Китченер Рейнджерс - 2011 Финалист vs. Оуэн-Саунд Аттак | Гамильтон Спектэтор Трофи Победитель регулярного сезона OHL - 1987-88 102 очка - 2008-09 115 очков Эммс Трофи Победитель Центрального дивизиона OHL - 1979/80 73 очка - 1987/88 102 очка Бумбаччо Трофи Победитель Западного дивизиона OHL - 2008/09 115 очков - 2009/10 106 очков Победитель регулярного сезона SOJAHL - 1973/74 86 очков - 1974/75 85 очков Джек Оукс Мемориал Трофи Чемпион SOJAHL - 1974 Чемпион vs. Четем Марунз - 1975 Финалист vs. Гелф CMC’s Фрэнк Л. Бакленд Трофи Чемпион OHA Jr. - 1974 Финалист vs. Уэксфорд Райдерс |

## Тренеры
- 1971-72 — Джерри Сервисс и Джордж Айткен
- 1972-73 — Джерри Сервисс
- 1973-74 — Уэйн Макснер
- 1974-75 — Дик Дафф и Джим Батчер
- 1975-76 — Дуг Джонстон и Уэйн Макснер
- 1976-80 — Уэйн Макснер
- 1980-81 — Рон Харрис и Рон Кэрролл
- 1981-82 — Марсель Проново
- 1982-83 — Марсель Проново, Дуг Имри, Джон Беканик
- 1983-84 — Боб Буше, Терри МакКоннелл, Уэйн Макснер
- 1984-85 — Марк Крейг
- 1985-86 — Том Уэбстер
- 1986-87 — Том Уэбстер, Джим Резерфорд, Тони МакДональд
- 1987-89 — Том Уэбстер
- 1989-91 — Брэд Смит
- 1991-92 — Брэд Смит, Уэйн Макснер, Дейв Прпич
- 1992-93 — Уэйн Макснер, Кевин МакИнтош
- 1993-94 — Шейн Паркер
- 1994-95 — Майк Келли
- 1995-96 — Майк Келли и Пол Гиллис
- 1996-97 — Пол Гиллис
- 1997-98 — Верн Стенлунд, Дейв Прпич, Тони Куртале
- 1998-99 — Тони Куртале и Дейв Прпич
- 1999-02 — Том Уэбстер
- 2002-03 — Том Уэбстер и Майк Келли
- 2003-04 — Стив Смит и Майк Келли
- 2004-05 — Майк Келли
- 2005-06 — Мо Манта-мл., Билл Боулер и Ди-Джей Смит (временные сотренеры)
- 2006-10 — Боб Бугнер
- 2010-11 — Боб Джонс
- 2011-15 — Боб Бугнер
- 2015-17 — Роки Томпсон
- 2017-н.в. — Тревор Летовски

## Игроки
Более 100 выпускников оригинального «Уинсор Спитфайрз», выступавшего в OHA и OHL Junior A играли в Национальной хоккейной лиге. Четверо из них были введены в Зал хоккейной славы: Гленн Холл, Марсель Проново, Терри Савчук и Эл Арбор (в качестве тренера).
| Неиспользуемые номера - # 4 — Тэйлор Холл - # 6 — Райан Эллис - # 9 — Адам Грэйвз, Билл Боулер - # 15 — Эрни Годден - # 14 — Стив Отт, Адам Хенрик, Эд Жовановски - # 18 — Микки Рено - # 23 — Скотт Миллер | Почётные номера - # 4 — Марсель Проново - # 6 — Джоэль Кенневилль - # 11 — Гордон Хейди |

### Обладатели наград
| Лучший бомбардир SOJHL - 1973/74 — Скотт Миллер - 1974/75 — Джон Тавелла Лучший вратарь SOJHL - 1974/75 — Флойд Сент-Кир Ред Тилсон Трофи Лучший хоккеист OHL - 1980/81 — Эрни Годден - 2010/11 — Райан Эллис Лучший игрок-ученик CHL - 1987/88 — Дэррин Шеннон Бобби Смит Трофи Лучший игрок-ученик OHL - 1987/88 — Дэррин Шеннон - 2007/08 — Райан Эллис Макс Камински Трофи Лучший защитник OHL - 1987/88 — Дэррин Шеннон - 2008/09 — Райан Эллис - 2010/11 — Райан Эллис - 2015/16 — Михаил Сергачёв Эммс Фэмили Эворд Лучший новичку года OHL - 1990/91 — Кори Стиллман - 1996/97 — Питер Сарно - 2007/08 — Тэйлор Холл Самый перспективный игрок CHL - 1991/92 — Тодд Уорринер - 2000/01 — Джейсон Спецца Лео Лалонд Мемориал Трофи Лучший взрослый игрок года OHL - 1994/95 — Билл Боулер Эдди Пауэрс Мемориал Трофи Лучший бомбардир года OHL - 1997/98 — Питер Сарно - 2009/10 — Тэйлор Холл (вместе с Тайлером Сегином) Уильям Хэнли Трофи Джентльмен года OHL - 2002/03 — Кайл Уэллвуд Джентльмен года CHL - 2002/03 — Кайл Уэллвуд | Мэтт Лейдэн Трофи Лучший тренер года OHL - 2007/08 — Боб Бугнер - 2008/09 — Боб Бугнер Брайан Килри Эворд Лучший тренер года CHL - 2007/08 — Боб Бугнер - 2008/09 — Боб Бугнер Лучший новичок года CHL - 2007/08 — Тэйлор Холл Лучший руководитель года OHL - 2008/09 — Уоррен Райкел Уэйн Гретцки 99 Эворд Лучший игрок плей-офф OHL - 2008/09 — Тэйлор Холл - 2009/10 — Адам Хенрик Стэффорд Смайт Мемориал Трофи MVP Мемориального кубка - 2008/09 — Тэйлор Холл - 2009/10 — Тэйлор Холл Команда всех звёзд Мемориального кубка - 2008/09 — Райан Эллис, Тэйлор Холл - 2009/10 — Кэм Фаулер, Тэйлор Холл Роджер Нилсон Мемориал Эворд Лучший игрок среди учащихся колледжей/университетов OHL - 2009/10 — Дерек Лану - 2010/11 — Дерек Лану Эд Чиновет Трофи Лучший бомбардир Мемориального кубка - 2009/10 — Тэйлор Холл Микки Рено Кэптейнс Трофи' Лучший капитан команды OHL - 2010/11 — Райан Эллис Эф-Дабл-Ю (Динти) Мур Трофи' Вратарь-новичок с наилучшим коэффициентом надёжности OHL - 2015/16 — Майкл ДиПьетро |

### Известные игроки
- Брайан Бикелл
- Джесси Блэкер
- Билл Боулер
- Кип Бреннан
- Тим Глисон
- Эрни Годден
- Адам Грэйвз
- Джош Грэттон
- Питер ДеБур
- Кэм Дженссен
- Патрик Дэвис
- Тодд Жиль
- Эд Жовановски
- Клод Жюльен
- Михал Йордан
- Джейсон Йорк
- Джоэль Кенневилль
- Тим Керр
- Мэтт Кук
- Слэйтер Кукку
- Джек Кэмпбелл
- Зак Кэссиан
- Том Кюнхакль
- Майкл Лейтон
- Брендан Лемье
- Андрей Локтионов
- Роланд Мелансон
- Крейг Муни
- Михал Нойвирт
- Джордан Нолан
- Кэл О’Райли
- Стив Отт
- Рихард Паник
- Майкл Рапп
- Питер Сарно
- Михаил Сергачёв
- Трэвис Скотт
- Джейсон Спецца
- Кори Стиллман
- Джейми Сторр
- Бен Уилсон
- Тодд Уорринер
- Майк Уэбер
- Кайл Уэллвуд
- Кэм Фаулер
- Фёдор Фёдоров
- Шон Хайнс
- Адам Хенрик
- Джошуа Хо-Сэнг
- Тэйлор Холл
- Александр Хохлачёв
- Дэррин Шеннон
- Райан Эллис

Жирным выделены игроки, выигрывавшие Кубок Стэнли

## Командные рекорды
| Командные рекорды за один сезон     | Командные рекорды за один сезон | Командные рекорды за один сезон |
| Показатель                          | Кол-во                          | Сезон                           |
| ----------------------------------- | ------------------------------- | ------------------------------- |
| Очки                                | 115                             | 2008/09                         |
| Победы                              | 57                              | 2008/09                         |
| Наибольшее кол-во забитых голов     | 396                             | 1987/88                         |
| Наименьшее кол-во забитых голов     | 201                             | 2003/04                         |
| Наименьшее кол-во пропущенных голов | 171                             | 2008/09                         |
| Наибольшее кол-во пропущенных голов | 470                             | 1975/76                         |
| Наименьшее кол-во поражений         | 11                              | 2008/09                         |

| Индивидуальные рекорды за один сезон       | Индивидуальные рекорды за один сезон | Индивидуальные рекорды за один сезон | Индивидуальные рекорды за один сезон |
| Показатель                                 | Игрок                                | Кол-во                               | Сезон                                |
| ------------------------------------------ | ------------------------------------ | ------------------------------------ | ------------------------------------ |
| Голы                                       | Эрни Годден                          | 87                                   | 1980/81                              |
| Передачи                                   | Билл Боулер                          | 102                                  | 1994/95                              |
| Очки                                       | Эрни Годден                          | 153                                  | 1980/81                              |
| Очки (новички)                             | Кори Стиллман                        | 101                                  | 1990/91                              |
| Голы (новички)                             | Тэйлор Холл                          | 45                                   | 2007/08                              |
| Очки (защитники)                           | Джоэль Кенневилль                    | 103                                  | 1977/78                              |
| Победы (вратари)                           | Эндрю Энгелейдж                      | 46                                   | 2008/09                              |
| Коэффициент надёжности (вратари)           | Майкл ДиПьетро                       | 2,35                                 | 2016/17                              |
| «Сухие» матчи (вратари)                    | Майкл ДиПьетро                       | 7                                    | 2017/18                              |
| Вратарь должен сыграть минимум 1 500 минут |                                      |                                      |                                      |